# Liste der Landvögte im Elsass

## Geschichte der Landvogtei

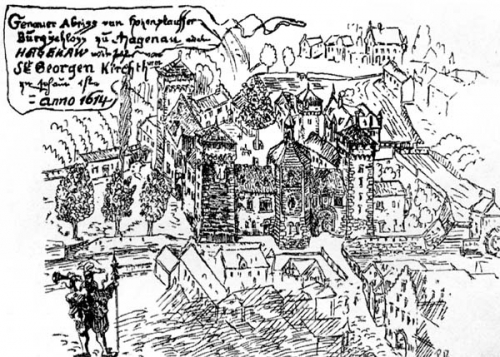
Die Kaiserpfalz Hagenau 1614, vor ihrer Zerstörung von 1687 (Nachzeichnung von 1904)

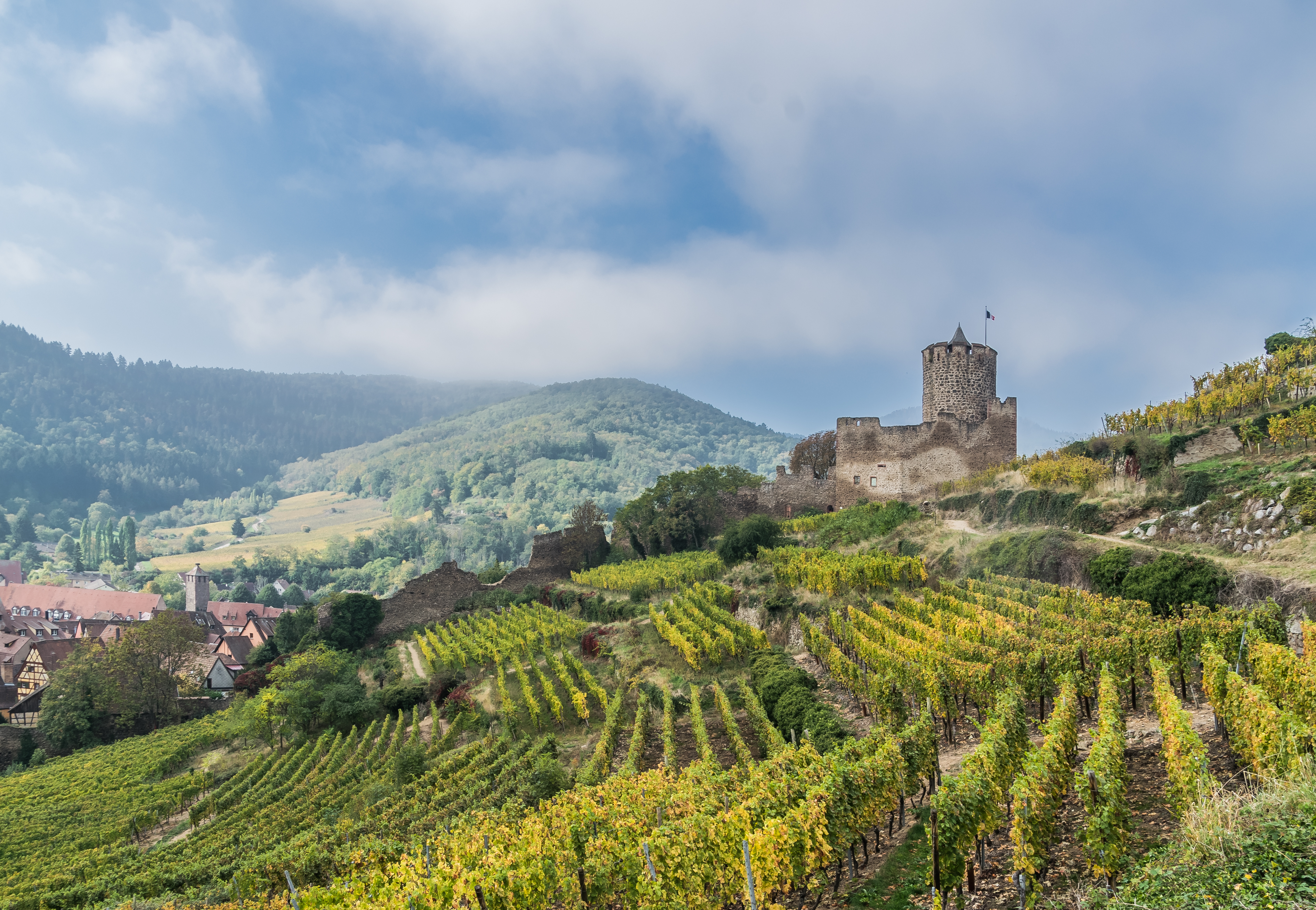
Burg Kaysersberg

Die Landvogtei im Elsass wurde im Jahr 1274 von Rudolf von Habsburg eingerichtet. Sie war zunächst in zwei Landvogteien aufgeteilt. Erster Landvogt für das Oberelsass war Konrad Werner von Hattstatt, erster Landvogt für die Landvogtei Unterelsass Kuno von Bergheim. Letztere umfasste die kaiserlichen Herrschaftsrechte in den 45 Reichsdörfern des Unterelsass (= Reichspflege Hagenau) sowie die Verwaltung der kaiserlichen Rechte in den 10 Reichsstädten. Der Unterelsass wurde von der Kaiserpfalz Hagenau aus verwaltet. Seit 1280 waren beide Landvogteien zusammen mit dem Breisgau in der Hand von Rudolfs Neffen Otto von Ochsenstein vereinigt. Bei dieser einheitlichen Verwaltung des Elsass blieb es bis in die Zeit Ludwigs des Bayern. Nach dessen Sieg über den Habsburger Friedrich den Schönen in der Schlacht bei Mühldorf am 28. September 1322 kam das Elsass unter seine Kontrolle. Ludwig setzte nacheinander Heinrich von Finstingen, Albrecht Hummel von Lichtenberg sowie Ulrich, Landgraf im Niederelsass, als Landvögte ein.
Nach zwischenzeitlichem Rückfall an die Habsburger 1325 kam das Elsass nach dem Tode Friedrichs (1330) endgültig unter die Herrschaft Ludwigs des Bayern. 1330 wurden „des Reiches Burg und Stadt Kaysersberg, Plicksberg die Burg mit der Stadt Türckheim und die Stadt Münster mit dem Tal“ vereinigt. Sie waren unmittelbar der Reichsvogtei zu Kaysersberg unterstellt, wodurch sie offiziell seit 1354 unter den Schutz und die oberste Leitung der Landvogtei von Hagenau gestellt wurden. Die Landvogtei Hagenau und die Reichsvogtei Kaysersberg blieben bis zur Abtretung an Frankreich eng verbunden.
Nach 1330 herrschte eine starke Fluktuation bei den Landvögten. Im Amt waren unter anderem Ulrich von Württemberg sowie die Brüder Albrecht, Hugo und Heinrich von Hohenberg. Kaiser Ludwig verpfändete in dieser Zeit aber Teile der elsässischen Landvogtei, darunter die Städte Selz und Hagenbach, den Forst zu Hagenau (Heiliger Forst) sowie die Burg Löwenstein. Pfandherr war jeweils der Pfalzgraf Ruprecht. Vom Herbst 1341 bis zum Tode des Kaisers war Ludwigs Sohn, Herzog Stephan von Bayern, Landvogt im Elsass. Seine landvogteilichen Aufgaben wurden aber häufig von seinen Unterlandvögten Heinrich Isolzrieder und Gerwig Gusse von Gussenberg (deren Stammsitz die Burg Güssenberg war), sowie später von den Brüdern Ludwig und Friedrich von Oettingen, die seit Anfang 1344 Unterlandvögte waren. Nach dem Tode setzte sich die Verpfändungspolitik fort und zu Beginn der Herrschaft Karls IV. wurde die Landvogtei als Ganzes an die Pfalzgrafen versetzt und befand sich in der Folgezeit fast ständig in wechselndem Pfandbesitz. Später waren Mitglieder derer von Rappoltstein und die Grafen von Sulz mehrfach Amtsinhaber.

## Liste der Grafen vom und Landgrafen im (Unter-)Elsass
- Sigebert II., 1130 Graf vom Elsass [XVIII 146]
- Dietrich, Graf von Hüneburg, um 1135 Landgraf im (Unter-)Elsass [XVIII 152]
- Gottfried, Graf von Hüneburg, 1143/75 Landgraf im (Unter-)Elsass [XVIII 152]
- Sigebert III., † 1184/91, 1162 Graf vom Elsass [XVIII 146]
- Sigebert IV., † nach 1226, 1189 Graf von Werd, 1191 Graf von Rixingen, vor 1200 Landgraf im Elsass [XVIII 146]
- Heinrich I. von Werd, † 1238, 1218 Graf von Werd, 1229 Landgraf im Elsass [XVIII 146]
- Heinrich II. Sigebert von Werd, † 1278, 1238 Landgraf im Elsass, Graf von Werd [XVIII 146]
- Ulrich von Werd, † 1344, 1308 Graf von Werd, 1324 Landvogt im Elsass [XVIII 146]
- Ludwig X. von Oettingen, † 1370, Landgraf im Elsass, [XVI 98], verkauft 1359 an Johann von Lichtenberg (siehe unten)

## Liste der Landvögte im Elsass
Die Angaben in eckigen Klammern ([…]) beziehen sich auf die Angaben in den Europäischen Stammtafeln ([Band, Tafel]).

### Landvögte im Unterelsass
- Friedrich von Schauenburg, um 1195 Landvogt im (Unter-)Elsass
- Ludwig II. von Lichtenberg, † vor 1271, 1259 Landvogt im Unterelsass
- Hermann I. von Geroldseck, 1261 Landvogt im Elsass, Breisgau und in der Ortenau, X 1262 bei Hausbergen [XI 77]
- Otto III. von Ochsenstein, 1272 Landvogt im Elsass, † 1289/90; ⚭ Kunigunde von Habsburg, Schwester des Königs Rudolf I. [XI 74]
- Cuno von Berckheim, 1274/80 Landvogt im unteren Elsass (zur gleichen Zeit wie Konrad Werner III. von Hattstatt)
- Walter von Hohenstein, um 1284 Landvogt im Unterelsass
- Otto IV. von Ochsenstein, X 1298 bei Göllheim, 1280/94 Landvogt im Elsass, Sohn Ottos III. und Neffe König Rudolfs I. [XI 74]
- Joffrid (Götfrit) I. von Leiningen, 1311 Landvogt im (Ober-)Elsass und Breisgau,[2] † 1344, Graf zu Leiningen, 1312 Landvogt im Unterelsass [XI 74]; ⚭ Agnes von Ochsenstein, Schwester Ottos V. [IV 24]
- Otto V. von Ochsenstein,(1322[3]) † 1327, 1291/1302 Landvogt der Ortenau, 1315/27 Landvogt im Elsass, 1318 Landvogt im Speyergau [XI 74]
- Ulrich von Werd, † 1344, 1308 Graf von Werd, 1324 Landvogt im Elsass [XVIII 146]
- Rudolf I. von Hohenberg, † 1336, Graf von Hohenberg, 1335 Landvogt im Elsass und in Niederschwaben (Hohenzollern) [I.1 126]
- Albrecht von Hohenberg, † 1359, Graf von Hohenberg, 1337/41 kaiserlicher Landvogt im Elsass, 1340/41 Reichskanzler, 1349 Elekt und 1351 Bischof von Freising (Hohenzollern) [I.1 126]
- Friedrich (Fritzmann) von Leiningen, 1316/66 bezeugt, Graf von Leiningen, Landvogt im Unterelsass, Sohn von Graf Joffrid I.
- Ludwig X. von Oettingen, † 1370, Landgraf im Elsass, [XVI 98], verkauft 1359 an
- Johann von Lichtenberg, † 1365, 1345 kaiserlicher Kanzler und Landvogt im Elsass, 1353 Bischof von Straßburg [XI 73]
- Johann II. von Vinstingen, † nach 1379, 1348 Landvogt im Elsass [XI 45]
- Wenzel I. von Luxemburg, † 1383, 1354 Herzog von Luxemburg, um 1367/71 Landvogt im Elsass (Haus Luxemburg), an ihm 1377–1383 verpfändet[4].
- Ulrich von Vinstingen, † 1387/89, 1368/84 Landvogt im Elsass [XI 45]
- Rudolf IV. von Österreich, um 1372 Landvogt von Schwaben und Elsass (Habsburger)
- Otto VI. von Ochsenstein, Landvogt im Elsass und Speyergau, † vor 1377
- Friedrich IV. von Teck, † 1413, Sohn Friedrichs III., 1391 Herzog von Teck, Landvogt im Elsass (Zähringer)
- Stislaus von Weitmühl, Landvogt im Elsass 1386–1390, als die Landvogtei an Jobst von Mähren 1388–1392 verpfändet[4] wurde.
  - sein Sohn Dietrich von Weitmühl, als Unterlandvogt

- Boriwoj von Swinare, Landvogt im Elsass zur Zeit König Wenzels (1378–1400), zwei Mal: 1392–1394 und 1397–1399
- Dietrich von Weitmühl, Landvogt im Elsass 1400
- Schwarz-Reinhard von Sickingen, Landvogt im Elsass 1401–08, ernannt vom römisch-deutschen König Ruprecht

#### 1. Wittelsbachische Periode
- Ludwig III. von Pfalz, † 1436, 1408 Landvogt im Elsass, 1410 Kurfürst und Pfalzgraf (Wittelsbacher) [I.1 93], Sohn König Ruprechts
  - Walther von Thann, Unterlandvogt 1410–12
  - Graf Bernhard zu Eberstein, Unterlandvogt 1412–20
  - Pfalzgraf Stephan, Herzog in Bayern, war Unterlandvogt 1420–22, 1425–27 und 1429–36
  - Heinrich Beyer von Boppard, Herr von Castell, Unterlandvogt 1422–25
  - Friedrich von Fleckenstein, Unterlandvogt 1427–29
- Pfalzgraf Ludwig IV., † 1449, (Ober-)Landvogt im Elsass 1437–1449
  - Emich Graf von Leiningen, 1437–38 Unterlandvogt
  - Reinhard Ritter von Nyperg, 1438–45 Unterlandvogt
  - Johann IV. Wild- und Rheingraf von Dhaun und Kyrburg (geb. 1422, † 1476), 1445–1457 Unterlandvogt
- Pfalzgraf Friedrich I., † 1476, (Ober-)Landvogt im Elsass 1449–1470, und 1451 Kurfürst (Wittelsbacher) [I.1 93]
  - Peter von Dalheim, 1457–58 Unterlandvogt
  - Götz von Adelsheim, 1458–63 Unterlandvogt
  - Johann IV., Wild- und Rheingraf von Dhaun und Kyrburg, 1463–71 zum 2. Male Unterlandvogt
- Ludwig von Veldenz, † 1489, 1444 Pfalzgraf in Zweibrücken und Graf von Veldenz, 1470–1471/72 Landvogt im Elsass (Wittelsbacher); löst Friedrich I. ab, verzichtet auf seine Rechte durch Vertrag mit Friedrich I.
  - Graf Friedrich von Bitsch, 1471 Unterlandvogt
- Philipp der Aufrichtige, 1476–1508 Kurfürst von der Pfalz, 1476–1486 Schutzherr, 1486–1504 Oberlandvogt.
  - Graf Kraft von Hohenlohe und Ziegenhain, 1486–93 Unterlandvogt
  - Jakob II. von Fleckenstein zu Sultz, † 1514, 1493–1504 Unterlandvogt im Unterelsass [VII 28]

#### 1. Habsburgische Periode
- König Maximilian I. nimmt die Reichslandvogtei an sich – zunächst für das Reich, ab 1510 dann als Erzherzog von Österreich und als Pfandinhaber.
  - Kaspar Freiherr von Mörsperg und Belfort, † 1512, 1488 Landvogt im Oberelsass und Oberster Hauptmann [XII 105], 1504–11 Unterlandvogt im Unterelsass.
  - Johann Jakob von Mörsperg, † 1534, Herr zu Mörsperg und Beffort, 1512–1528/30 (Unter-)Landvogt im Unterelsass [XII 105], erst als Stellvertreter Maximilians I., dann Kaiser Karls V. und Erzherzog Ferdinands. (bis 1530)

#### 2. Wittelsbachische Periode
- Ludwig V., 1508 Kurfürst von der Pfalz, † 1544, erhält 1530 die Landvogtei pfandweise zurück
  - Georg Schenk von Erbach, 1531–37 Unterlandvogt
  - Konrad von Rechberg, 1537–44 Unterlandvogt
- Friedrich II. der Weise, Kurfürst von der Pfalz, † 1556
  - Heinrich von Fleckenstein, Freiherr zu Dagstuhl, 1544–55
  - Graf Eberhard zu Erbach, Unterlandvogt 1555–56
- Ottheinrich, seit 1556 Kurfürst, konnte aus Geldmangel die Wiedereinlösung der Landvogtei im Unterelsass durch die Habsburger nicht verhindern.

#### 2. Habsburgische Periode
- Kaiser Ferdinand I. löst 1558 die pfälzische Pfandschaft erneut ab und ernennt
  - Johann Diebold Waldner von Freundstein, 1558–61 zum Unterlandvogt (nach Metz)
  - Nikolaus Freiherr von Bollweiler, 1561–88 Unterlandvogt (nach Metz)
- Erzherzog Ferdinand II, Bruder Maximilians II., 1564–95 Ober-Landvogt
  - Georg Freiherr zu Königseck, ab 1589 Unterlandvogt
- Kaiser Rudolf II übernimmt 1595 das Amt des Oberlandvogts selbst
  - Graf von Fürstenberg (nominal) ab 1596
- Erzherzog Maximilian III., 1605–18 Oberlandvogt
  - Graf Rudolf von Sulz, 1606–13 Unterlandvogt
  - Jakob Ludwig Graf zu Fürstenberg, 1614–20 Unterlandvogt
- Erzherzog Leopold, 1620–1633 Oberlandvogt

### Landvögte im Oberelsass – mit Sundgau, Breisgau oder Vorderösterreich
- Ulrich II. von Pfirt, 1216 Landvogt im Elsass, 1227 Graf von Pfirt, † 1275 (Haus Scarponnois)
- Hermann I. von Geroldseck, 1261 Landvogt im Elsass, Breisgau und in der Ortenau, X 1262 bei Hausbergen [XI 77]
- Konrad Werner III. von Hattstatt, † wohl 1324, 1274/80 Landvogt im Oberelsass, ⚭ Stephanie von Pfirt, † 1276, Tochter des Grafen Ulrich II. [XI 86]
- Theobald von Pfirt, † 1310/11, 1271 Graf von Pfirt, 1292/97 Landvogt im Elsass (Haus Scarponnois)
- Joffrid (Götfrit) I. von Leiningen, 1311 Landvogt im Elsass und Breisgau,[2] † 1344, Graf zu Leiningen, 1312 auch Landvogt im Unterelsass [XI 74]; ⚭ Agnes von Ochsenstein, Schwester Ottos V. [IV 24]
- Konrad von Freiburg, Landvogt im Elsass und im Breisgau 1325[5]
- Johann I. von Hallwyl, † 1348, Landvogt in Schwaben und im Elsass, 1338 Österreichischer Landvogt im Sundgau, Elsass und Breisgau[6]
- Friedrich III. von Teck, † 1390, 1359 österreichischer Landvogt in Schwaben, Elsass, Sundgau, Thurgau und Aargau (Zähringer) [I.2 273]
- Martin Malterer, X 1386 in der Schlacht bei Sempach, 1381/84 österreichischer Landvogt im Elsass, Sundgau und Breisgau
- Johann von Ochsenstein, 1384 Landvogt im Elsass und Sundgau, X 1386 bei Sempach [XI 74]
- Walter von der Altenklingen, † 1394/95, 1381/85 Landvogt im Aargau, Thurgau und Schwarzwald, 1386 Landvogt im Elsass und Burgund (Sundgau) [XII 88]
- Smassmann (Maximin I.) von Rappoltstein, † 1451, 1406/08 österreichischer Landvogt im Elsass und Sundgau [XI 82]
- Smassmann (Maximin I.) von Rappoltstein, † 1451, 1432/37 2. Mal österreichischer Landvogt im Elsass und Sundgau [XI 82]
- Wilhelm von Hachberg-Sausenberg, † 1482, Markgraf von Baden in Bregenz, 1437 Landgraf im Breisgau, 1437/44 Landvogt im Elsass (Zähringer) [I.2 273]
- Friedrich von Tierstein, † vor 1449 († 1487[7]), 1443 Landvogt im Oberelsass, Sisgau und Schwarzwald [XI 133]
- Peter von Mörsperg, † 1474/1478, 1444/69 Landvogt im Elsass und Breisgau [XII 105]
- Peter von Hagenbach, † 1474, burgundischer Landvogt der Pfandlande am Oberrhein 1469–1474
- Oswald I. von Tierstein, † 1488, Herr zu Pfeffingen, 1474/84 erzherzoglicher Landvogt im Oberelsass [XI 133], 1482 Landvogt im Breisgau[8],
- Wilhelm I. von Rappoltstein, † 1507, Herr von Rappoltstein, 1476/82 Landvogt in den vorderösterreichischen Landen
- Wilhelm I. von Rappoltstein, † 1507, Herr von Rappoltstein, 1486/87 2. Mal Landvogt in den vorderösterreichischen Landen
- Kaspar Freiherr von Mörsperg, † 1512, 1488 Landvogt im Oberelsass und Oberster Hauptmann [XII 105]
- Wolfgang von Fürstenberg, † 1509, um 1507 Hauptmann und Landvogt im Elsass und der Ortenau
- Ulrich VI. von Rappoltstein, † 1531, Landvogt im Oberelsass
- Rudolf von Sulz, † 1535, Graf von Sulz, Landgraf im Klettgau, 1520 königlicher Statthalter von Württemberg, 1523/35 Statthalter der vorderösterreichischen Lande [XII 99]
- Gabriel de Salamanca, † 1539, Graf von Ortenburg, um 1528 Landvogt im Oberelsass
- Johann Marquard I. von Königsegg, 1546 Ober-Landvogt im Oberelsass, † 1553 [Zedler 15, 1316]
- Georg II. von Helfenstein, † 1573, Graf von Helfenstein-Wiesensteig, 1553 Oberster Landvogt im Elsass [XII 59]
- Alwig von Sulz, † 1572, Graf von Sulz, 1567 Landvogt im Oberelsass
- Karl II. von Hohenzollern, † 1606, 1576 Graf von Hohenzollern in Sigmaringen, Oberster Hauptmann und Landvogt im Elsass (Hohenzollern)
- Rudolf von Sulz, † 1620, Graf von Sulz, 1605/13 Unterlandvogt im Elsass
- Ludwig Ernst von Sulz, † 1648, Graf von Sulz, 1621/1628 Unterlandvogt im Elsass, 1634 kaiserlicher Statthalter in Württemberg
- Johann Jakob von Bronckhorst-Batenburg, genannt Anholt (1582–1630), Feldmarschall unter Wallenstein, Landvogt im Elsass 1629–1630

### Französische Zeit
Vom französischen König wurden nach 1648 königliche Beamte zur Verwaltung der Landvogteilichen Rechte mit dem Titel Grand Préfet eingesetzt.
Der letzte „Oberlandvogt“ des Ancien Régime war der Fürst von Saint-Mauris de Montbarrey, der 1791 vor den Wirren der Revolution nach Saarbrücken floh.